# 卢塞纳 (菲律宾)
卢塞纳（英文：Lucena）是位于菲律宾卡拉巴松奎松省的首府，是一个港口城市，建立于1882年， 1961年成为城市，2011年人口为264,879人，共54,804户。位于吕宋岛沿海，下辖33个镇。识字率为98.6%，